# J. D. Vital
J. D. Vital (Barão de Cocais, 18 de março de 1947) é um jornalista e escritor brasileiro. Membro da Academia Mineira de Letras e da Academia Marianense de Letras, é especialista na história eclésiastica.

## Biografia
Nasceu em Barão de Cocais em 18 de março de 1947. Sendo filho do operário Raimundo Vital e de Lucila Maria Vital. Realizou seus estudos no Seminário Dom Orione, de Belo Horizonte, e no Seminário do Coração Eucarístico de Jesus, em Itabira.
Assim como seu pai, atualmente é presidente da Banda de Música Santa Cecília, de sua cidade natal.
É casado com Elmás da Silva Sírio Vital, desde 1979, com quem teve quatro filhos, e quatro netos.

### Formação e carreira
Formou-se em Filosofia (1971) e em Comunicação Social (1974) pela Universidade Federal de Minas Gerais. Recém formado trabalhou como "foca" em diversos jornais, como Diário de Minas. Posteriormente atuou no O Estado de S. Paulo e O Globo. Também foi locutor nas rádios Antena Um e Alvorada. Foi apresentador do Gente de Opinião, um programa de entrevistas da antiga Rede Manchete.
Entre 1974 e 1975 foi professor de Jornalismo Impresso da Pontifícia Universidade Católica de Minas Gerais. Segundo Rogério Faria Tavares: “JD Vital é um dos jornalistas mais experientes de Minas, com larga folha de serviços prestados à nossa imprensa".
Na vida pública foi chefe da Assessoria de Imprensa e Relações Públicas de dois governadores mineiros: Tancredo Neves e Hélio Garcia (PMDB). Já na iniciativa privada foi gerente de comunicação e chefe de escritório da Companhia Brasileira de Metalurgia e Mineração, em Belo Horizonte.

## Produção
Dedicou-se a diversos livros-reportagens sobre a Igreja Católica, sendo especialista na história eclésiastica. Escreveu Como se faz um bispo, segundo o alto e o baixo clero (2012) e A revoada dos anjos de Minas (2016).
É membro da Academia Mineira de Letras, sendo eleito em 2021, sucedendo a Fábio Proença Doyle. Também é imortal pela Academia Marianense de Letras, Ciências e Artes.